# Maurycy Tornay
Maurycy Tornay, właśc. Maurice Tornay (ur. 31 października 1910 w La Rosière w Orsières, zm. 11 sierpnia 1949 w Tybecie) – szwajcarski misjonarz, męczennik, błogosławiony Kościoła rzymskokatolickiego.
Wstąpił do zakonu kanoników regularnych laterańskich (CRL). W 1938 przyjął święcenia kapłańskie, a w 1945 został mianowany proboszczem w Yerkalo - wówczas jedynej parafii katolickiej w Tybecie. Władze tybetańskie postanowiły jednak pozbyć się chrześcijaństwa i zażądały opuszczenia misji przez o. Tornaya. Gdy odmówił, dokonano napadu na jego dom i grożono mu śmiercią. Następnie zamieszkał w pobliskiej miejscowości i starał się o zezwolenie na powrót, również za pośrednictwem placówek dyplomatycznych, co nie przyniosło sukcesu. Postanowił wówczas udać się do Tenzina Gjaco (Dalajlamy XIV). W drodze został jednak zamordowany wraz z towarzyszącą mu osobą w okolicach Chola-Pass w Tybecie.
Został  w 
Beatyfikował go papież Jan Paweł II w dniu 16 maja 1993 roku.